# Coma - Esprits prisonniers
Pour les articles homonymes, voir Coma (homonymie).
Pour plus de détails, voir Fiche technique et Distribution.
Coma - Esprits prisonniers (Кома) est un film d'action fantastique russe coécrit et réalisé par Nikita Argounov, sorti en 2019.
Il est sélectionné et présenté en avant-première mondiale au festival du film flash de Prague, le 19 novembre 2019 en République tchèque.

## Synopsis
Après un accident de voiture, Victor, un jeune architecte, se réveille dans COMA, un monde dystopique, fragmenté et instable, dans lequel les souvenirs, rêves et cauchemars des personnes tombées dans le coma sont connectés par un mystérieux réseau de neurones. Ayant perdu la majeure partie de leur propre mémoire, Victor et ses compagnons vont devoir développer de nouvelles compétences pour survivre et s'adapter au chaos qui les entoure. Dans ces incroyables visions urbaines, où bâtiments, objets et paysages défient les lois de la physique, le danger peut survenir à chaque instant. Poursuivis par les Faucheurs, créatures errantes qui hantent les esprits prisonniers, ils doivent découvrir qui manipule ces psychoses humaines, pour se réveiller et trouver la voie de leur délivrance.

## Fiche technique
Sauf indication contraire, les informations mentionnées dans cette section peuvent être confirmées par la base de données cinématographiques IMDb,  présente dans la section « Liens externes ».
- Titre original : Кома
- Titre français : Coma - Esprits prisonniers
- Titre alternatif : Edge of Apocalypse[1],[2],[3]
- Réalisation : Nikita Argounov
- Scénario : Nikita Argounov, Timofeï Dekine et Alexeï Gravitski
- Musique : Ilya Androus
- Direction artistique : Alina Morozova
- Décors : David Dadunashvili
- Costumes : Goulnara Shakhmilova
- Photographie : Sergueï Dychouk
- Son : Aleksey Sinitsyn
- Production : Armen Ananikyan, Gevond Andreassian, Sarik Andreassian, Ruben Dishdishyan, Lenny Levi, Rafael Minasbekyan, Robert Mosoyan et Vladimir Polyakov

Production déléguée : Semyon Shcherbovich-Vecher
Coproduction : Nikolay Larionov
- Sociétés de production : Big Cinema House, Big Sky Film, Fresh Produce Films, Group of Companies Gpm Kit et Mars Media
- Société de distribution : Karo Premiere
- Budget : 4 millions de dollars[réf. nécessaire]
- Pays d'origine :  Russie
- Langue originale : russe
- Format : couleur
- Genre : action fantastique
- Durée : 111 minutes
- Date de sortie :
  - République tchèque : 19 novembre 2019 (avant-première mondiale au festival du film flash de Prague)
  - Russie : 30 janvier 2020
  - France : 19 août 2020 (DVD et VOD)

## Distribution
- Rinal Mukhametov (VFB : Christophe Hespel) : Victor, l'« Architecte »
- Anton Pampouchny : « Fantôme »
- Lioubov Axionova : « Fly »
- Miloš Biković : « Astronome »
- Konstantin Lavronenko : « Yan »
- Polina Kuzminskaya (ru) : « Spirit »
- Rostislav Goulbis : « Gnome »
- Vilen Babitchev : « Tank »
- Igor Sigaev : le voisin
- Evgeniya Karatygina : « Zhenya »
- Leonid Timtsunik : « Cable »
- Alexey Lyubchenko : « Pilote »
- Sergey Gilev : « Assistant »
- Albert Kobrovski : « Alba »

## Production

### Genèse
L'idée du film date de septembre 2016[réf. nécessaire].

### Tournage
Le tournage a lieu à Dubai, New York, San Francisco et Shanghai, entre le 6 décembre 2016 et le 27 juin 2017[réf. nécessaire].

### Promotion
Le teaser du film est apparu sur internet le 18 avril 2016.

## Accueil
Sa sortie est plusieurs fois reportée en Russie. Initialement prévue en septembre-octobre 2017, elle repousse au 25 janvier 2018, puis au printemps 2018, puis au 1er novembre 2018. Selon le Bulletin des sorties cinéma, la première doit alors se tenir le 24 janvier 2019. Le portail KinoAficha annonce une sortie au 14 novembre 2019.
Il est sélectionné et présenté en avant-première mondiale au festival du film flash de Prague, le 19 novembre 2019 en République tchèque.
Le film est finalement à l'affiche le 30 janvier 2020 en Russie,.